# Tlajomulco de Zúñiga
Tlajomulco de Zúñiga é um município do estado de Jalisco, no México.
Em 2005, o município possuía um total de 220.630 habitantes.